# Teatro Politeama (Como)
Il Teatro Politeama è un cinema-teatro della città italiana di Como.

## Storia
La sua costruzione si deve all'iniziativa di alcuni palchettisti, utenti del preesistente Teatro Sociale, che intendevano erigere un teatro popolare, ossia uno spazio più moderno e versatile, che potesse ospitare spettacoli di varia natura e orientati alla fruizione di un pubblico più vasto.
La prima idea prevedeva di edificare il nuovo teatro nello spazio retrostante il "Sociale", adibito ad arena scoperta, ma sorsero perplessità in merito al pericolo che due sale così vicine potessero farsi concorrenza. A fine marzo 1908 alcuni palchettisti decisero quindi di aprire una sottoscrizione per costituire una società autonoma che si occupasse, in modo del tutto indipendente, di costruire e mantenere il nuovo teatro. Il 22 aprile 1908 un'assemblea pubblica sancì la nascita del nuovo soggetto giuridico, forte di una raccolta di oltre 150.000 lire e della disponibilità di un terreno di proprietà comunale ubicato tra viale Cavallotti e piazza Cacciatori delle Alpi.
Il progetto fu affidato all'architetto Federico Frigerio, che in nome della natura "popolare" del nuovo teatro (che doveva anche fungere da cinematografo, café chantant e spazio per esibizioni circensi) impostò la sala senza palchetti: oltre alla platea vi erano due ordini di galleria. Nell'edificio avrebbero altresì trovato spazio un albergo e un ristorante.
I lavori iniziarono il 1º luglio 1909; la costruzione, per la prima volta in un edificio di Como, adottò elementi in cemento armato. L’inaugurazione avvenne il 14 settembre 1910 una rappresentazione de La bohème di Giacomo Puccini.
Col passare del tempo il Politeama fu usato solo come cinema; vi furono realizzati alcuni lavori tra il 1985 al 1988, ma la sala finì col chiudere al pubblico nel 2005.